# Théâtre à l'école
 (janvier 2025).
Le théâtre est beaucoup pratiqué à l'école élémentaire ou secondaire. Les projets sont plus ou moins ambitieux ou réussis, selon l'expérience des enseignants et l'importance qu'ils donnent à cet art.
Cet article fait, le plus souvent, référence à l'école élémentaire.

## Dans les programmes
Le théâtre n'a pas été, pendant longtemps, une matière enseignée à l'école élémentaire ou secondaire. Cependant, l'option théâtre existe maintenant dans certains lycées depuis une dizaine d'années : option "légère" (3 h/semaine) ou "lourde" (6 h).Les programmes sont disponibles sur le site du ministère de l'Education.
Par ailleurs, plusieurs textes officiels font depuis longtemps référence au théâtre de manière plus ou moins indirecte, du moins en France. Les compétences demandées par les programmes font, le plus souvent, allusion à la mémorisation, mais le théâtre c'est plus que cela.

## Interdisciplinarité
Cet art fait appel à de nombreuses compétences, essentiellement lors de la préparation du spectacle.
Voici une liste non exhaustive des activités qui peuvent être envisagées dans différentes matières :
- expression orale : c'est une évidence, parce que l'élève est amené à apprendre et à restituer un texte, mais également parce que la mise en scène peut donner lieu à un espace de discussion et de débats;
- arts plastiques : création des décors, des costumes, des affiches pour le spectacle ou encore illustration du texte, les arts plastiques sont au service du théâtre;
- musique et chant : rien n'interdit de mêler le chant ou la musique à une pièce de théâtre. De nombreux auteurs ont d'ailleurs écrit des comédies musicales pour enfants;
- mathématiques : pour les plus petits et même les plus grands, se placer sur la scène est une difficulté. On peut envisager de nombreuses activités autour du repérage dans l'espace. Pour les plus grands, on peut faire un plan de scène, par exemple;
- expression écrite : certains enseignants choisissent de faire écrire la pièce par les enfants. Ceci demande des compétences spécifiques (voir plus bas):
- expression corporelle : le théâtre ne consiste pas seulement à dire son texte, mais on peut envisager également des chorégraphies de danses ou encore de combats;
- histoire et recherches documentaires : que l'on veuille écrire ou comprendre une pièce, il est souvent indispensable de rechercher de la documentation. Ainsi, la création d'armures pour une pièce médiévale donne l'occasion aux enfants de se documenter afin de coller à la réalité, dans la fabrication des accessoires ou des décors;
- nouvelles technologies : la rédaction d'une pièce donne l'occasion d'utiliser le traitement de texte. Cet outil est parfaitement adapté à la mise en forme du texte, sa reproduction pour tous les acteurs. Il est également possible de modifier facilement une réplique, d'ajouter des personnages ou de diviser un rôle.

## Un travail de cycle
Le théâtre est une culture qui ne se construit pas en un an. Le fait que les collègues fassent du théâtre, donnent à lire des pièces, permet, comme dans les autres domaines, de partir de bases plus solides. Le théâtre peut tout à fait être un projet d'école.
Un travail préparatoire est essentiel pour aider les élèves à maîtriser les bases du théâtre. Par le biais d'exercices, de mises en situation et de lectures, les élèves peuvent travailler leurs habiletés théâtrales.

## Choix des textes
Pour les scolaires, il existe de nombreux recueils de textes théâtraux, allant de courtes saynètes à des histoires longues.
Le problème est de faire coïncider le nombre de rôles et le nombre d'élèves. Pour cela, beaucoup ont recours à la technique du dédoublement de rôles, ce qui n'est jamais très heureux, les spectateurs étant souvent perdus.
Certains enseignants préfèrent adapter un texte (classique ou non), afin de contourner le problème.
Depuis quelques années (2000), les éditeurs de théâtre offrent de plus en plus de textes spécialement adaptés aux enfants acteurs, on pourra noter les Éditions Helicob, Éditions Retz, Les Éditions L'Agapante & Cie ou Actes Sud Junior, par exemple.

## Ateliers d'écriture
Plutôt que d'adapter ou d'utiliser un texte existant, on peut faire rédiger la pièce par les élèves. Cela règle plusieurs problèmes :
- le nombre de rôles coïncidera avec le nombre d'élèves;
- ils se sentiront plus impliqués par l'histoire, et n'auront pas de problème de compréhension;
- cela permet à l'enseignant de couvrir une partie du programme en expression écrite.

Pour cela, chaque enseignant a sa technique. Il est possible :
- de rédiger la pièce en groupe classe ou en petit groupe par la dictée au maître;
- de faire rédiger des scènes entières par des élèves et de les retravailler en groupe;
- d'organiser des séances d'improvisation sur un thème, l'écriture étant là pour garder la trace de ce qui a été trouvé. Lors de ces séances, certains enfants créeront des personnages riches (prétentieux, colériques, comiques, etc.) qu'il conviendra de réutiliser car ils seront sources d'inspiration.

Quelle que soit la méthode, on partira d'un concept, d'un fil conducteur, d'une idée fédératrice qui servira de base. Cela peut être juste le début d'une histoire, les enfants se chargeant d'inventer la suite au fur et à mesure. L'enseignant veille simplement à la cohérence du récit et au respect des règles de la narration. 
Afin que ce récit soit le plus cohérent possible, il est bon d'utiliser un canevas précis. 
1. Première partie de la scène,introduction: présentation des personnages.
2. Premier élément perturbateur + développement
3. Point de non retour (il n'est plus possible de revenir en arrière)
4. Second élément perturbateur + développement
5. Situation finale : conclusion

Il est également possible d'organiser une correspondance avec une autre classe, dans le but de monter un spectacle. Cela ne peut qu'enrichir la discussion entre les enfants, qui ne dialogueront plus gratuitement, mais dans le cadre d'un projet.
Se lancer dans un projet d'écriture avec des élèves peut être difficile. Avec les bons outils, la tâche devient beaucoup plus facile.

## Rythme
Certains metteurs en scène vous le diront : « la différence entre une bonne et une mauvaise pièce c'est... cinq minutes ». Il faut veiller à éviter les longueurs, les moments où il ne se passe rien sur scène, les trous entre les répliques. À force, cela lasse le spectateur qui perd le fil du récit. Pour cela, il existe plusieurs techniques de travail :
- les répliques doivent s'enchaîner les unes derrière les autres, sans blancs (sauf lorsque cela s'impose). Cela pose un gros problème aux enfants, qui ont des difficultés à parler de façon posée tout en enchaînant rapidement les dialogues. Cela doit faire l'objet d'un travail, en disant le texte « à l'italienne » (texte dit par cœur, sans bouger, sans jouer);
- les changements de décor doivent être intégrés à la pièce, ou mis en musique;
- sorties et entrées des personnages doivent être répétées lors de filages (les scènes s'enchaînent sans interruptions) afin qu'il n'y ait pas de moments d'attente.

## Répartition des rôles
Pour l'enseignant, c'est un moment souvent difficile. Mais c'est son rôle de metteur en scène de choisir les acteurs. Il est important, voir essentiel que durant les répétitions, les enfants aient pu s'essayer à chaque rôle. Il est important que le jeune ne se sente pas lésé. Mais l'évidence est là : les personnages doivent être distribués. Comme le préconise Bernard Grosjean dans ses ouvrages sur le théâtre en milieu scolaire, il faut commencer par demander à chaque élève de réaliser "une fiche de vœux". Sur celle-ci, il peut inscrire, dans l'ordre de préférence, trois personnages qu'il veut interpréter. C'est ainsi à l'enseignant de faire la part des choses en tentant de satisfaire les envies de chacun, tout en gardant une cohésion dans la distribution. On ne travaille pas dans ce genre de situation sur le "mérite" ou "talent" des élèves. Le but d'un atelier théâtral dans le milieu scolaire est avant tout de donner une approche du théâtre aux enfants en les amusant, en les intéressant. De plus, il arrive souvent qu'un enfant qui montre moins de facilité concernant l'interprétation d'un certain rôle (timidité, malaise...) ne demandera pas le "personnage vedette" de la pièce, ce qui finalement permet, dans ce cas, de construire une distribution qui n'est pas très éloignée de celle qu'un enseignant aurait pu produire de son propre chef, tout en respectant le choix des enfants.
Lorsque les enfants sont les auteurs de la pièce, c'est généralement plus facile. En effet, certaines scènes seront écrites par un enfant ou un groupe d'enfants, qui sont alors prioritaires pour interpréter les personnages qu'ils ont créés, de même lorsqu'un personnage a été inventé en improvisation par un enfant.
Il est également possible de dédoubler un personnage, en répartissant les répliques d'un rôle entre deux personnes qui interviennent de concert sur la scène. C'est également un excellent exercice de français (mise au pluriel).

## Répétitions
Chez les enfants, un phénomène de lassitude va apparaître. Ce qui les faisait rire la première fois ne marche plus au bout de dix répétitions. C'est tout à fait normal, il faut les prévenir et faire appel à leurs souvenirs.
Très vite, l'émotion disparaît et la diction devient mécanique. Il faut dédramatiser, et surtout éviter la « surdose ». Même si la mise en scène est toujours perfectible, il conviendra de fixer certaines scènes qui fonctionnent et de les mettre en attente.
On peut avoir recours à deux techniques, afin qu'ils ne se lassent pas :
- concentrer les répétitions sur deux ou trois semaines, de façon intensive. On répète tous les jours avant la première;
- autoriser les fantaisies. On laisse les enfants et on les encourage à introduire à chaque fois des nouvelles idées dans la mise en scène. On fait le bilan après la répétition, pour savoir ce qu'on garde ou non.

Les différentes répétitions (termes techniques) :
- les filages (arrêtés ou non), lors de ces répétitions, on joue le texte en entier. On peut décider de l'arrêter pour corriger des défauts, ou de prendre simplement des notes, sans intervenir;
- la couturière, qui est un filage où l'on teste les costumes (et aussi tous les accessoires);
- la générale, qui précède la première. On essaye de faire cette répétition dans les conditions du « direct ». Généralement, il est bon d'avoir un petit public.

## Costumes
Un costume n'est pas un déguisement. Jouer du Molière en jeans ne pose pas de problème pour le spectateur. Le théâtre moderne peut très bien se passer d'un vêtement en papier crépon, de toute façon très artificiel.
On voit trop souvent des costumes ridicules, mal faits, inconfortables. Les enfants plus âgés refuseront d'ailleurs de les porter.
Cependant, il est indispensable que les acteurs aient des costumes de scène, même si c'est un pantalon qu'ils ont mis de côté pour cette occasion. Cela les aide à rentrer dans leur personnage. Lorsqu'on enfile son costume, on n'est plus la personne, mais le personnage. 

## Décors
Là encore, le théâtre moderne peut bien se passer du carton pâte. Le décor doit être au service de la mise en scène. Il suffit de suggérer, pour peu qu'on puisse y grimper, en sortir, créer des effets de surprise. Plutôt qu'un arbre en contreplaqué, n'est-il pas plus utile de réaliser un arbre avec des bouts de métal soudés sur lesquels on peut se tenir et se suspendre ?

## Bande son
Avec la disponibilité du graveur de CD-Rom et des logiciels de traitement de son, il est possible de réaliser en amateur une « bande originale » à faire pâlir Hollywood. Extraits de musiques lors des changements de décor « à vue », chansons à la mode dont on élimine la partie vocale, effets sonores en tout genre capturés sur Internet, le son permet de dynamiser une pièce ou encore de faire rire. C'est aussi un élément qui motive les enfants ou permet de synchroniser certaines actions. Une musique offre également une pause au spectateur.
Grâce à la musique, on peut introduire la danse, le chant, le mime, etc. On peut envisager une sonorisation à l'aide d'une bande enregistrée, ou encore sa réalisation en direct.
Attention cependant au rythme de la pièce. Trop d'effets sonores courts cassent le rythme.

## Régie
La régie comprend le son et la lumière.
En ce qui concerne la lumière, cela n'a de sens que s'il est possible d'obtenir un « noir » dans la salle où vous jouez. Si c'est le cas, vous pourrez faire une vraie création lumière : isoler une partie de la scène ou encore un personnage, réaliser un contre-jour, des ombres chinoises, etc.
Pour les enfants, c'est un aspect très important. La lumière les isole des spectateurs, donne un relief « professionnel » à leur prestation et surtout génère des souvenirs uniques au niveau des sens (la chaleur d'un projecteur ne s'oublie jamais).
Pour éclairer une scène, il convient de calculer le courant supporté par le circuit électrique. Pour simplifier, ne dépassez pas 4000 watts (8 projecteurs de 500 watts), pour une classique prise de 20 ampères.
Il est possible d'acheter des projecteurs (voir plus bas), de les louer ou encore de les emprunter dans certaines académies.
Prévoyez au moins une répétition, afin d'habituer les enfants à l'éblouissement.
Pour ceux qui souhaitent acheter du matériel :
- le prix d'un projecteur simple se monte à 35 euros environ, avec une lampe de 300 watts, mais peut monter à plus d'une centaine d'euros selon les modèles;
- une régie lumière de 4 canaux coûte environ 180 euros;
- les régies plus élaborées utilisent le système DMX qui permet une commande plus fine et plus vaste des effets, mais dont le coût est plus élevé.

Si vous disposez de gradateurs en DMX des logiciels gratuits permettent de créer son petit spectacle...

## Coulisses et rôle des enseignants
Contrairement aux adultes qui se concentrent en coulisses et ne parlent pas, les bavardages en coulisses sont une source de tension avec les plus jeunes. Il convient de remédier à cela pour deux raisons :
- les bavardages en coulisses s'entendent sur scène et dans la salle;
- les enfants arrivent sur scène déconcentrés, et ne se mettent pas dans la peau du personnage.

Le rôle de l'enseignant est de veiller à la discipline dans les coulisses. Il doit organiser le passage sur la scène, veiller au calme et rassurer. La scène, en revanche, est le domaine des enfants.

## Salle de spectacle
Le choix de la salle est important. Elle doit garantir une acoustique parfaite (les enfants ont des petites voix) et une bonne vue sur la scène.
Un auditorium est le meilleur choix.
Si la salle n'est pas adaptée, il convient de veiller à :
- ne pas accueillir trop de monde à la fois;
- ne pas introduire dans la mise en scène des parties où les enfants sont assis ou couchés par terre (le public ne voit rien et se contorsionne).

Dans tous les cas, privilégiez l'articulation au volume (l'idéal étant les deux), évitez l'usage des micros (on ne sait pas qui parle).

## Représentations
N'hésitez pas à organiser plusieurs représentations, afin de ne pas surcharger la salle. Trop de monde entraîne du bruit dans la salle et un étouffement du son. De plus, il est frustrant pour tous qu'un travail d'une année ne donne lieu qu'à une seule représentation.
Gardez la ou les représentations destinées aux parents pour la fin. Après, les enfants sont démotivés.
Il faut prévenir les enfants de la variétés des publics : certains sont silencieux mais attentifs, d'autres sont bruyants et enthousiastes. 

## Bilan
Le théâtre est un projet riche, fédérateur. C'est une des seules occasions où les enfants sont vraiment autonomes. Ils font le spectacle. Les souvenirs qu'ils garderont seront éternels.
Il ne faut pas avoir peur d'être ambitieux. Dans ce domaine encore, l'effet Pygmalion existe. Les élèves offriront un spectacle à la hauteur des ambitions de l'enseignant. Soyez exigeants, ils le seront également.